# Gilles Kervella
Pour les articles homonymes, voir Kervella.
Gilles Kervella, né le 29 avril 1953 est un photographe et éditeur français, créateur des éditions de la Reinette en 1994.

## Biographie
Photographe pour les Musées du Mans, il est lauréat du prix Niépce en 1980. À la même époque, il s'est opposé à la destruction de ce qui fut le studio photographique de Gustave Cosson, célèbre photographe manceau. L'opération d'urbanisme réalisée pour le percement de l'avenue Pierre Mendès-France nécessitait la destruction des maisons de la rue du Crucifix. Au terme d'une résistance acharnée, avec le soutien de pétitionnaires du Mans et de France, il a réussi à faire inscrire l'atelier Cosson à l'inventaire des Monuments Historiques et à convaincre le nouveau président de la Communauté urbaine du Mans de préserver ce témoin de l'architecture fonctionnelle du XIXe siècle. L'atelier Cosson fut démonté pierre par pierre et reconstruit quelques mètres plus loin dans l'alignement des maisons préservées de la rue Montauban.
Pigiste pour Ouest-France pendant 3 ans, il travaille ensuite pour l'industrie. En 1994, il crée les éditions de la Reinette afin de valoriser le patrimoine régional du Maine et plus particulièrement de la Sarthe.

## Prix, récompenses
- 1980, Prix Niépce

## Publications

### Livres
- L’abbaye Saint-Vincent du Mans, collectif, éd. de la Reinette, 1995
- Tendre regard de Charles Mayer, Jules Bréau, éd. de la Reinette, 1996
- L'Épau : l'abbaye d'une reine, Étienne Bouton, éd. de la Reinette, 1999
- La Sarthe et ses richesses, André Ligné, éd. de la Reinette, 1999
- Orne, terre d'artistes : peintres et graveurs (1700-1945), Jean Arpentinier, éd. de la Reinette, 1999
- Matins sauvages, Rémi Lépinay, éd. de la Reinette, 2000
- La cathédrale du Mans, Michel Bouttier, éd. de la Reinette, 2000
- Sarthe, terre d'artistes : peintres et graveurs (1460-1960), Jean Arpentinier, éd. de la Reinette, 2001
- "Pique la lune" : sur les pas de Saint-Exupéry en Sarthe (1909-1919), Thierry Dehayes, éd. de la Reinette, 2001
- Les Faïences de Malicorne, Stéphane Deschang, éd. de la Reinette, 2001
- Mon siècle au Mans, Jacques Chaussumier, éd. de la Reinette, 2002
- Moulins à vent de la Sarthe, Gérard Plommée, éd. de la Reinette, 2002
- Tout feu tout flamme : les sapeurs-pompiers de la Sarthe, André Ligné, éd. de la Reinette, 2002
- Léon Pouplard (PBx) : faïencier à Malicorne, Alain Champion, éd. de la Reinette, 2002
- Potiers et faïenciers de la Sarthe, sous la direction de Lucette Combes-Mésière et Gil Galbrun-Chouteau, éd. de la Reinette, 2002
- Outils de la santé et médecine d'autrefois, Dr Guy Gaboriau, éd. de la Reinette, 2003
- Les fourmis des bois : une vie en société entre ténèbres et lumière, Bruno Corbara, éd. de la Reinette, 2003
- Les tramways de la Sarthe : du XIXe siècle aux années 2000, Claude Wagner, éd. de la Reinette, 2003
- Le sanctuaire de Mars Mullo, sous la direction de Katherine Gruel et Véronique Brouquier-Reddé, éd. de la Reinette, 2003
- Peintres et artistes du Perche (1560-1960), Jean Arpentinier, éd. de la Reinette, 2003
- Les anges musiciens de la cathédrale du Mans, Jean-Marcel Buvron, Luc Chanteloup, Philippe Lenoble, éd. de la Reinette, 2003
- Encyclopédie des céramiques de Quimper, Philippe Le Stum, Bernard-Jules Verlingue, Philippe Théallet, éd. de la Reinette, 5 vol., 2003-2007
- 8 août 1944 : la libération du Mans, Emmanuel Jan, éd. de la Reinette, 2004
- Marc et Roger François : l'Art déco à Malicorne, Gil Galbrun-Chouteau, éd. de la Reinette, 2004
- Les trésors du Prytanée national militaire de La Flèche, Luc Chanteloup, éd. de la Reinette, 2004
- Frédéric Lefèvre (1889-1949) : "Le sorcier" des Nouvelles Littéraires, Nicole Villeroux, éd. de la Reinette, 2004
- Les coiffes de la Sarthe, Michèle Baudrier, éd. de la Reinette, 2004
- Les Langeais et leurs mystères, Paul-Jean Souriau, éd. de la Reinette, 2005
- Bleuette : poupée de La Semaine de Suzette, Colette Merlen, éd. de la Reinette, vol. 2, 2005
- La Couture : une abbaye bénédictine au Mans, Étienne Bouton, éd. de la Reinette, 2006
- La robe et le jupon de soie, Lucette Combes-Mésière, éd. de la Reinette, 2006
- Églises de la Sarthe, collectif, éd. de la Reinette, 2006
- Les Jacobins : urbanisme et sociabilité au Mans, Didier Travier, éd. de la Reinette, 2007
- La faune sauvage du Maine, Joël Huard, Rémi Lépinay, Didier Pourreau, Christian Redou, éd. de la Reinette, 2008
- Comme un oiseau : les frères Wright conquièrent le ciel du Mans, sous la direction de Jules Bréau, éd. de la Reinette, 2008
- Histoire de la faïence fine française : le triomphe des terres blanches (1743-1843), Christian Maire, éd. de la Reinette, 2008
- Terres sacrées : Vierges et Saints en faïence de Quimper, Antoine Maigné, éd. de la Reinette, 2009
- Les Anges musiciens de la cathédrale du Mans : un concert céleste, Luc Chanteloup, éd. de la Reinette, 2009
- Feu et talent : d'Urbino à Nevers, le décor historié aux XVIe et XVIIe siècles, Camille Leprince, éd. de la Reinette, 2009
- Le scoutisme dans la Sarthe, André Ligné, éd. de la Reinette, 2010
- Chroniques de la psychiatrie ordinaire, Hervé Guillemain, éd. de la Reinette, 2010
- L'église du Christ-Sauveur au Mans : un exemple d'architecture religieuse du XXe siècle, abbé Jean Benoit, éd. de la Reinette, 2010
- La Cathédrale Saint-Julien du Mans : de l'obscurité à la lumière, Luc Chanteloup, éd. de la Reinette, 2010
- Zoologie, merveilles du Musée Vert du Mans, Nicolas Morel, éd. de la Reinette, 2010
- Minéralogie, merveilles du Musée Vert du Mans, Nicolas Morel, éd. de la Reinette, 2010
- Malicorne, merveilles de l'Espace Faïence, Gilles Kervella, éd. de la Reinette, 2010
- Jules Ziegler : peintre-céramiste-photographe, Jacques Werren, éd. de la Reinette, 2010
- Éducation, culture et patrimoine, Luc Chanteloup, éd. de la Reinette, 2011
- Les maîtres potiers de Nabeul, Christian Hongrois, éd. de la Reinette, 2011
- Les Toqués de la Sarthe, Emmanuel Bordeau, éd. de la Reinette, 2011
- Les Toqués de la Mayenne, Bernard Christin, éd. de la Reinette, 2012
- Les Pieds sur terre, Françoise Le Floch, éd. de la Reinette, 2012
- La Sarthe aux six Pays, Gilles Kervella, éd. de la Reinette, 2012
- Les 7 Trésors du Mans, collectif, éd. de la Reinette, 2012
- Le Cycle de l'échiquier : Le Secret des anges, Luc Chanteloup, Jean-Luc Prou, Esteban Prou, éd. de la Reinette, 2012
- Le Loir et ses terroirs : le pays fléchois, Gilles Kervella, éd. de la Reinette, 2013
- Certifié(e)s hip hop, Étienne Kervella, éd. de la Reinette, 2013
- Les 6 albums des faïences Porquier-Beau à Quimper (1875-1904), Marc-Antoine Ruzette, éd. de la Reinette, 2013
- Émile Tessier : "Le patron" faïencier de Malicorne, Céline Moron, éd. de la Reinette, 2013

### Autres participations
- Ça n'arrive… qu'aux autres, Georges Jean (texte), Gilles Kervella (photos), éd. Jupilles, 1982
- Aimer les hauts lieux de la Sarthe, Yvon Busson (texte), Gilles Kervella (photos), éd. Ouest-France, 2005
- Génies de la Sarthe, collectif sous la direction de Luc Chanteloup, Gilles Kervella (photos), Jean-Luc Prou (dessins), Esteban Prou (couleurs), éd. Lujees, 2014
- Le Cycle de l'échiquier : Le Secret des anges, Luc Chanteloup (scénario), Jean-Luc Prou (dessins), Esteban Prou (couleurs), Gilles Kervella (photos), éd. Lujees, 2014
- Léo Lilou et les Grandes Eaux de Versailles, Marguerite Rossignol (texte), Jean-Luc Prou (dessins), Esteban Prou (couleurs), Gilles Kervella (photos), éd. Lujees, 2016

### Périodiques et collections
- Maine-Découvertes, collectif, n° 1 à 80, 1994-2014

### Vidéos en ligne
- La Reinette face à la crise (LMtv, 2011)
- Gilles Kervella, photographe (LMtv, 2013)